# 瀬棚港
瀬棚港（せたなこう）は、北海道久遠郡せたな町にある港湾。港湾管理者はせたな町。港湾法上の「地方港湾」に指定されている。

## 港湾施設
主な港湾施設は次の通り。
- 外かく施設
  - 防波堤（島）
  - 東外防波堤
  - 南防砂堤
  - 防砂堤
- けい留施設
  - -7.5 m岸壁
- その他
  - せたな町瀬棚港緊急発着場（ヘリポート）

## 航路
- フェリー航路
  - ハートランドフェリー
    - せたな—奥尻（夏季運航）　2019年（平成31年）3月　休止

## 官公署
- せたな町役場
- 第一管区海上保安本部函館海上保安部瀬棚海上保安署

## 沿革
- 1934年（昭和09年）：瀬棚港着工。

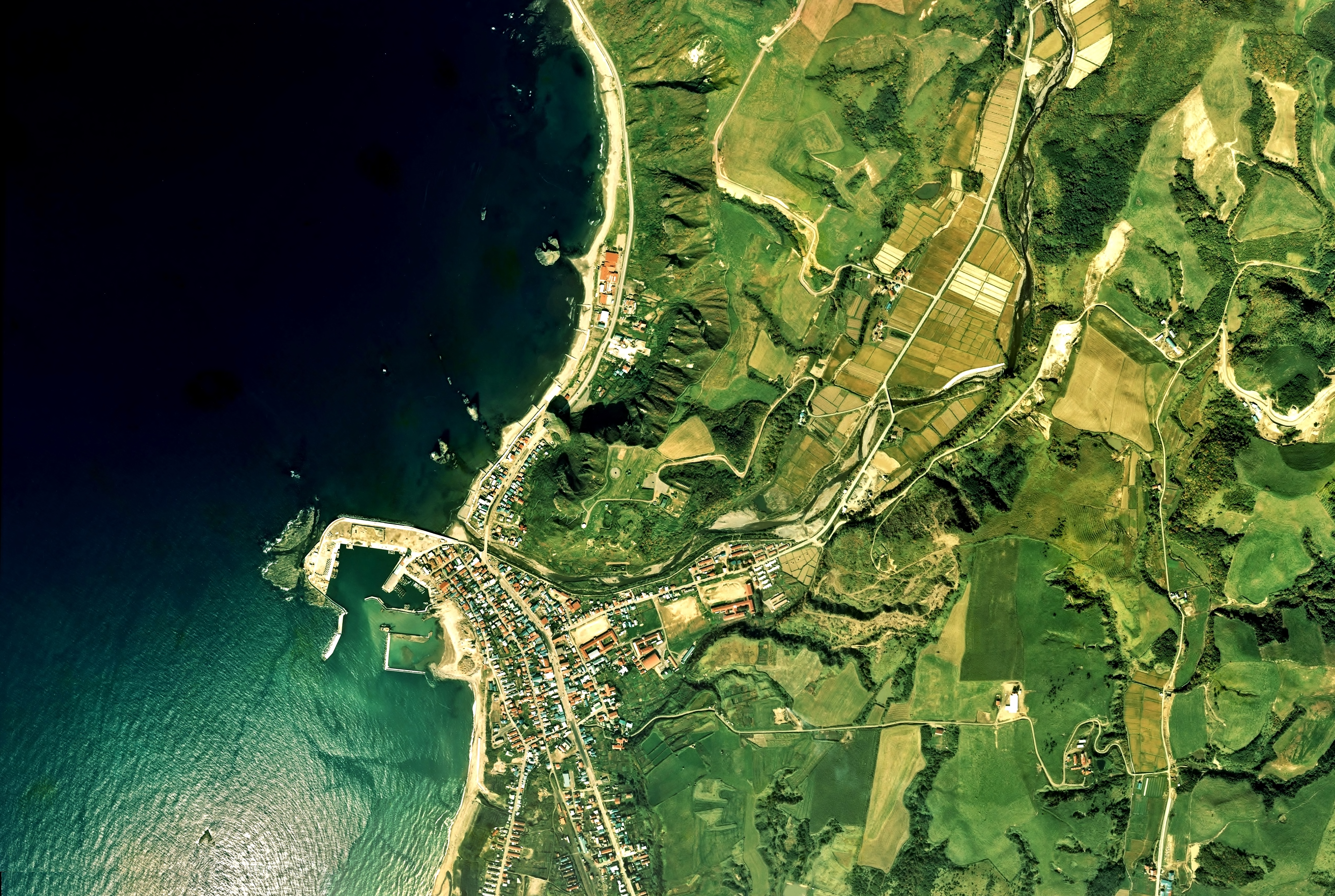
瀬棚町（現在のせたな町）中心部の空中写真（1976年（昭和51年）撮影の3枚を合成作成）。。

- 1953年（昭和28年）：「地方港湾」指定し、瀬棚町が港湾管理者となる。
- 1956年（昭和31年）：公有水面埋立法による「乙号港湾」指定。
- 1977年（昭和52年）：東日本海フェリー（現在のハートランドフェリー）による瀬棚—奥尻間にフェリー航路開設。
- 1984年（昭和59年）：港則法による「適用港湾」指定。
- 1985年（昭和60年）：運輸省（当時）による「マリンタウンプロジェクト」ケーススタディ港第1号指定[2]。
- 2004年（平成16年）：日本国内初となる洋上風力発電「瀬棚町洋上風力発電所」（「風海鳥」（かざみどり））運転開始[3]。
- 2005年（平成17年）：瀬棚町、北檜山町、大成町が合併し、せたな町となる。
- 2019年（平成31年）：ハートランドフェリーによる「せたなー奥尻島航路」の運航が休止[4]